# Personaggi di The Good Wife
Questa voce contiene un elenco dei personaggi presenti nella serie televisiva statunitense The Good Wife.

## Personaggi principali
| Personaggio     | Interprete          | Stagione   | Stagione   | Stagione   | Stagione   | Stagione | Stagione | Stagione |
| Personaggio     | Interprete          | 1          | 2          | 3          | 4          | 5        | 6        | 7        |
| --------------- | ------------------- | ---------- | ---------- | ---------- | ---------- | -------- | -------- | -------- |
| Alicia Florrick | Julianna Margulies  | Regolare   | Regolare   | Regolare   | Regolare   | Regolare | Regolare | Regolare |
| Cary Agos       | Matt Czuchry        | Regolare   | Regolare   | Regolare   | Regolare   | Regolare | Regolare | Regolare |
| Kalinda Sharma  | Archie Panjabi      | Regolare   | Regolare   | Regolare   | Regolare   | Regolare | Regolare |          |
| Grace Florrick  | Makenzie Vega       | Regolare   | Regolare   | Regolare   | Regolare   | Regolare | Regolare | Regolare |
| Zach Florrick   | Graham Phillips     | Regolare   | Regolare   | Regolare   | Regolare   | Regolare | Regolare | Regolare |
| Will Gardner    | Josh Charles        | Regolare   | Regolare   | Regolare   | Regolare   | Regolare | Guest    | Guest    |
| Diane Lockhart  | Christine Baranski  | Regolare   | Regolare   | Regolare   | Regolare   | Regolare | Regolare | Regolare |
| Eli Gold        | Alan Cumming        | Ricorrente | Regolare   | Regolare   | Regolare   | Regolare | Regolare | Regolare |
| David Lee       | Zach Grenier        | Ricorrente | Ricorrente | Ricorrente | Ricorrente | Regolare | Regolare | Regolare |
| Finn Polmar     | Matthew Goode       |            |            |            |            | Regolare | Regolare |          |
| Lucca Quinn     | Cush Jumbo          |            |            |            |            |          |          | Regolare |
| Jason Crouse    | Jeffrey Dean Morgan |            |            |            |            |          |          | Regolare |

### Alicia Florrick
Alicia Florrick (interpretata da Julianna Margulies; stagioni 1-7) è la protagonista della serie. Si ritrova coinvolta nello scandalo provocato dal marito, che confessa di averla tradita con delle prostitute. Nonostante l'umiliazione, la donna decide di non divorziare e di continuare a badare alla famiglia, tornando a lavorare come avvocato.

### Cary Agos
Cary Agos (interpretato da Matt Czuchry; stagioni 1-7) è un giovane assunto dello studio legale, che si ritrova in competizione con Alicia per il posto di associato al secondo anno. Brillante e ambizioso, Cary finisce con il perdere la gara ed è obbligato a lasciare lo studio, tuttavia viene subito assunto dal procuratore Glenn Childs. Quando Childs lascia il posto, Cary continua a lavorare in procura per Peter Florrick e viene anche promosso viceprocuratore. In seguito Cary viene retrocesso e, amareggiato dalla situazione, accetta di tornare a lavorare presso Lockhart/Gardner. In un primo momento Cary non ha un buon rapporto con Alicia, ma con il tempo i due riescono ad avere un rapporto positivo e mantengono una stima reciproca. Cary è molto amico di Kalinda e i due si aiutano in molte occasioni, coprendosi le spalle a vicenda e scambiandosi informazioni.

### Kalinda Sharma
Kalinda Sharma (interpretata da Archie Panjabi; stagioni 1-6) è una dipendente dello studio legale e si occupa di investigare sui vari casi di cui gli avvocati si occupano. Di origini indiane, è una persona molto ambigua e misteriosa, che per ottenere ciò che vuole non esita a comportarsi in maniera poco ortodossa. Prima dell'inizio della serie, Kalinda ha lavorato due anni per il procuratore Peter Florrick e ha trascorso una notte di sesso con lui prima di conoscere sua moglie. Quando incontra Alicia, Kalinda instaura con lei un rapporto di vera amicizia, destinato a rompersi quando viene alla luce il tradimento. Dopo molti mesi di freddezza e conversazioni strettamente professionali, Alicia e Kalinda si chiariscono e decidono di mettersi alle spalle le incomprensioni per tornare ad essere amiche. Oltre ad Alicia, Kalinda si lega molto a Cary e il loro rapporto sembra più un flirt che un'amicizia; i due si aiutano vicendevolmente in molte occasioni, anche quando si trovano su versanti opposti. Della vita di Kalinda in un primo momento si sa ben poco, man mano si scopre che ha cambiato nome, che è stata sposata con un uomo violento e che è bisessuale.

### Will Gardner
William Paul "Will" Gardner (interpretato da Josh Charles; stagioni 1-5, guest 7) è uno dei soci fondatori dello studio legale Stern, Lockhart & Gardner di Chicago. Amico di Alicia dai tempi dell'università, le offre un lavoro in prova per un anno, per poi contendersi effettivamente il posto di associato con Cary Agos. Will parteggia smaccatamente per Alicia (che alla fine ottiene il posto fisso) ed è subito chiaro che prova un'attrazione verso la donna, che però almeno inizialmente non lo incoraggia, essendo ancora legata a suo marito Peter. In seguito alla rottura del suo matrimonio, Alicia intraprende una relazione segreta con Will, che però finisce alcuni mesi dopo quando lei capisce di volersi focalizzare esclusivamente sui propri figli. Nel corso delle varie stagioni, Will intreccia diverse relazioni con altre donne, ma tutte finiscono male perché l'uomo si rende conto di essere innamorato di Alicia.

### Zach Florrick
Zachary "Zach" Florrick (interpretato da Graham Phillips; stagioni 1-7) è il primogenito di Peter e Alicia Florrick. Esperto di informatica e di tecnologia, è molto legato ai genitori e riesce a perdonare il padre per la sua condotta. Per un certo periodo Zach ha una relazione con una ragazza di nome Becca, che rischia di mettere in pericolo la campagna elettorale di Peter per via delle sue mosse meschine contro l'avversario di Florrick, Glenn Childs. Zach poi mette fine al suo rapporto con Becca e si fidanza con una ragazza afroamericana, Neesa, che causa alcune perplessità soprattutto a sua nonna.

### Grace Florrick
Grace Florrick (interpretata da Makenzie Vega; stagioni 1-7) è la secondogenita di Peter e Alicia. Dolce e sensibile, risente molto dello scandalo e grazie alla vicinanza di una compagna di scuola, cerca conforto nella fede religiosa, con un iniziale disappunto di sua madre.

### Diane Lockhart
Diane Lockhart (interpretata da Christine Baranski; stagioni 1-7) è la socia di Will e di Jonas Stern. Raffinata, elegante e sostenitrice delle donne nell'ambiente legale, ha cominciato a lavorare grazie a Stern, che cercava un valido collaboratore di sesso femminile per costruire una buona immagine del proprio studio. Inizialmente Diane non sembra credere molto nelle capacità di Alicia e le preferisce Cary Agos, ma pian piano il rapporto fra le due donne si evolverà in maniera positiva e si troveranno a collaborare in svariate occasioni. Ideologicamente schierata con il Partito Democratico, Diane ha molte amicizie nell'ambiente politico e durante la prima stagione le viene offerto di concorrere insieme a loro come candidata per il posto di giudice. La donna tuttavia decide di continuare con il suo lavoro di avvocato e insieme a Will estromette dallo studio Jonas Stern, che nel frattempo è divenuto un socio scomodo. I due avvocati trovano un nuovo socio in Derrick Bond, ma l'uomo cerca di metterli uno contro l'altra per sfruttare la situazione a suo vantaggio e una volta scoperto il piano, Will e Diane estromettono anche Bond, restando soci solo loro due. In campo sentimentale, Diane trova un corteggiatore nell'esperto di balistica repubblicano Kurt McVeigh; la loro relazione è piuttosto discontinua ma nella quarta stagione i due annunciano di essere fidanzati.

### Eli Gold
Eli Gold (interpretato da Alan Cumming; stagioni 2-7, ricorrente stagione 1) è uno stretto collaboratore di Peter Florrick. Determinato e furbo, riesce a riportare in alto la figura di Peter dopo che l'uomo è stato travolto dallo scandalo sessuale ed è finito in prigione. Eli è anche molto attento all'immagine di Alicia e spesso le fa da consigliere per i rapporti con la stampa e l'esterno. Nella terza stagione, Eli viene assunto come partner dallo studio legale Lockhart/Gardner, quindi comincia a collaborare con i suoi membri, soprattutto con Kalinda. Della vita di Eli si sa che dopo molti anni di matrimonio ha divorziato dalla moglie Vanessa, che fra le altre cose lo ha tradito con un cugino di Osama bin Laden. Insieme a Vanessa, Eli ha avuto una figlia di nome Marissa.

## Personaggi secondari

### Peter Florrick
Peter Florrick (interpretato da Chris Noth; stagioni 1-7) è il marito di Alicia. Politico democratico e procuratore di stato dell'Illinois, è costretto a rassegnare le dimissioni e a finire in carcere dopo uno scandalo che comprendeva corruzione e sesso con squillo. Profondamente pentito, riesce ad essere assolto e ottiene anche il perdono della moglie e dei figli. Grazie all'aiuto di Eli Gold, Peter vince anche le elezioni per il suo vecchio posto e torna ad essere procuratore. In seguito tuttavia Alicia scopre che alcuni anni prima il marito l'aveva tradita con Kalinda Sharma e quindi gli chiede la separazione. La carriera politica di Peter però continua in ascesa e l'uomo si candida alla carica di governatore dell'Illinois, riuscendo ad essere eletto al termine della quarta stagione.

### Jackie Florrick
Jacqueline "Jackie" Florrick (interpretata da Mary Beth Peil; stagioni 1-7) è la madre di Peter. Jackie è costantemente portata a difendere suo figlio e cerca di farlo riavvicinare alla moglie Alicia e ai figli. Legata ai valori familiari, è spesso criticata dalla nuora per le sue continue intromissioni nelle loro vite.

### Glenn Childs
Glenn Childs (interpretato da Titus Welliver; stagioni 1-2, guest stagione 3) è un avversario politico di Peter Florrick. Per colpa di Childs la stampa ottiene il video che fa piombare Florrick nello scandalo sessuale e lui ne approfitta per subentrargli come procuratore di stato. Quando Peter decide di ricandidarsi per il posto, Childs conferma la propria partecipazione alle elezioni, tuttavia si ritira qualche tempo dopo per evitare uno scandalo. In seguito si scopre che Childs è stato assunto come assistente del procuratore distrettuale e si trova a combattere in tribunale avendo Alicia come controparte.

### Jonas Stern
Jonas Stern (interpretato da Kevin Conway; stagione 1, guest stagione 2) è uno dei soci fondatori dello studio legale Stern, Lockhart & Gardner insieme a Diane e Will. Nella prima stagione emergono alcuni problemi quando viene accusato di guida in stato di ebbrezza e aggressione; in realtà Alicia scopre che all'uomo è stata diagnosticata la demenza e lui le chiede di farle da avvocato per il processo. Alicia riesce a farlo assolvere, ma Stern viene estromesso dai soci e lascia lo studio portandosi via i suoi clienti e un terzo dei dipendenti per aprire una nuova attività. Circa un anno dopo, Stern muore nel sonno e viene ritrovato nel suo ufficio dalla segretaria. Quando Will, Diane e Alicia prendono parte alla veglia funebre, scoprono che lo studio è stato rilevato da Louis Canning.

### Elsbeth Tascioni
Elsbeth Tascioni (interpretata da Carrie Preston; stagioni 1, 3-7) è l'avvocatessa che riesce a far assolvere Peter Florrick nel suo processo per corruzione. Rossa di capelli e con modi da svampita, è in realtà un legale molto in gamba, che si finge ottusa in modo da farsi sottovalutare dagli avversari. Nella terza stagione viene assunta da Alicia quando quest'ultima deve per forza sottoporsi ad un interrogatorio giurato da parte di un funzionario del Dipartimento del Tesoro. In seguito viene assunta da Will quando viene fatto oggetto di un'inchiesta da parte di Wendy Scott-Carr.

### Patti Nyholm
Patricia "Patti" Nyholm (interpretata da Martha Plimpton; stagione 1, guest stagioni 2-4) è una cinica e opportunista avvocatessa che si scontra spesso con Lockhart/Gardner. Madre di due bambini, tende a sfruttare la sua gravidanza prima e i suoi figli poi per ottenere i suoi scopi.

### Colin Sweeney
Colin Sweeney (interpretato da Dylan Baker; guest stagioni 1, 3-6) è un cliente dello studio, un ricco e inquietante uomo d'affari accusato di aver ucciso la moglie. In realtà si scopre che Sweeney ha davvero commesso l'uxoricidio ma viene assolto grazie ad Alicia; successivamente viene di nuovo arrestato dopo essere stato trovato ammanettato al cadavere di una donna morta. Sweeney finisce in carcere ma qualche tempo dopo Will e Diane si vedono costretti a chiedergli una mano per risolvere un caso complicato; per fare ciò si servono di Alicia, per la quale Sweeney ha un debole, che riesce a strappargli la collaborazione in cambio della libertà.

### Kurt McVeigh
Kurt McVeigh (interpretato da Gary Cole; guest stagioni 1-7) è un esperto di balistica che viene contattato da Diane per testimoniare in un processo come consulente. I due si trovano subito in disaccordo sia come idee politiche (Diane è una democratica, Kurt è un repubblicano) sia come opinione sul caso, ma fra loro nasce un'attrazione. Dopo essersi persi di vista per oltre un anno, i due riallacciano i contatti e intraprendono una relazione amorosa arrivando a sposarsi.

### Nancy Crozier
Nancy Crozier (interpretata da Mamie Gummer; guest stagioni 1-7) è una giovane avvocatessa che Alicia incontra in più processi. La tattica di Nancy è quella di fingersi un'ingenua ragazza di campagna per sferrare attacchi diretti e colpi bassi all'avversario.

### Owen Cavanaugh
Owen Cavanaugh (interpretato da Dallas Roberts; stagioni 2-7) è il fratello minore di Alicia. Apertamente gay, vive nell'Oregon e insegna all'università. Non ama particolarmente Peter ma è molto legato alla sorella.

### Derrick Bond
Derrick Bond (interpretato da Michael Ealy; stagione 2) è un avvocato che viene assunto come nuovo socio dello studio legale dopo la partenza di Stern. Bond, che è un vecchio amico di Will, cerca di metterlo contro Diane per generare una guerra intestina nello studio. Quando Will e Diane scoprono il piano di Bond, riescono ad estrometterlo grazie alle alleanze nel consiglio di amministrazione e quindi l'uomo viene licenziato.

### Blake Calamar
Blake Calamar (interpretato da Scott Porter; stagione 2) è un collaboratore di Derrick Bond, che viene assunto come investigatore privato dopo che l'uomo è divenuto socio dello studio. Blake si mette subito in competizione con Kalinda e riesce a scoprire molte cose sul suo conto, cercando di minacciarla. La donna però lo picchia brutalmente in una camera d'albergo e Blake scompare dopo il licenziamento di Bond.

### Wendy Scott-Carr
Wendy Scott-Carr (interpretata da Anika Noni Rose; stagioni 2-3, guest stagione 4) è una caparbia e brillante avvocatessa afroamericana, che a sorpresa si candida alla carica di procuratore di stato contro Glenn Childs e Peter Florrick. La campagna elettorale è piena di scorrettezze e Wendy viene bersagliata soprattutto per via della sua famiglia mista (il marito è bianco). La donna riesce a sfruttare la situazione a suo vantaggio e si dimostra un'avversaria molto temibile, specialmente dopo il ritiro di Childs. Alla fine comunque Wendy viene sconfitta da Peter grazie ad una convincente intervista rilasciata da Alicia il giorno prima delle elezioni. Compare poi in altre puntate successive nelle vesti di avvocato.

### Louis Canning
Louis Canning (interpretato da Michael J. Fox; stagioni 2-7) è un avvocato che si scontra più volte con lo studio Lockhart/Gardner nel corso delle varie stagioni. Affetto da discinesia tardiva, Canning sfrutta spesso e volentieri la sua disabilità per vincere i casi. Di indole meschina e amorale, riesce ad acquisire lo studio di Jonas Stern dopo la sua morte e rileva tutti i suoi clienti. Nella seconda stagione sorprende Alicia con un'offerta di lavoro, ma la donna rifiuta gentilmente.

### Natalie Flores
Natalie Flores (interpretata da America Ferrera; stagione 2, guest stagione 5) è una giovane e dolce ragazza che finisce in uno scandalo per essere stata assunta come babysitter da Wendy Scott-Carr senza avere il permesso di soggiorno in regola. Grazie all'interessamento di Eli Gold, che scopre di provare un sentimento verso la ragazza, Natalie trova occupazione come stagista da Lockhart/Gardner. La sua collaborazione si rivela indispensabile nella risoluzione di un caso che coinvolge il governo venezuelano e Natalie racconta anche di aver lavorato come broker prima di arrivare negli Stati Uniti. La controparte, colpita dal talento della ragazza, decide di assumerla e lei accetta il lavoro che le viene affidato, sebbene sia costretta a trasferirsi a Washington e a dire addio a Eli.

### Tammy Linnata
Tamara "Tammy" Linnata (interpretata da Elizabeth Reaser; stagione 2, guest stagione 3) è una giornalista che instaura una relazione con Will Gardner. Questi era stato fidanzato con la sorella di Tammy, ma lei comincia a frequentarlo solo per gioco, visto che nessuno dei due cerca una storia seria. Il loro rapporto però si evolve e diventa sempre più intenso, soprattutto per Tammy, che però si rende conto dell'attrazione di Will verso Alicia Florrick e decide di partire per Londra, sperando che Will le dica di restare insieme a lui. Ciò non avviene e così Tammy parte, ma torna qualche mese dopo per dare ad Alicia la colpa della fine della sua relazione con Will.

### Celeste Serrano
Celeste Serrano (interpretata da Lisa Edelstein; stagione 3) è un'ex collega di Will, con il quale ha avuto anche un flirt. La donna si ritrova a collaborare con lui nel periodo in cui sta avendo una relazione segreta con Alicia e ci mette poco a capire la situazione. Celeste si confronta anche con Alicia invitandola a bere in un pub e le dice che in situazioni diverse sarebbero potute divenire amiche.

### Robyn Burdine
Robyn Burdine (interpretata da Jess Weixler; stagioni 4-6) investigatrice privata, in un primo momento affianca Kalinda allo studio Lockhart & Gardner, poi segue Alicia e Cary quando questi decidono di aprire un loro studio.

### Lucca Quinn
Lucca Quinn (interpretata da Cush Jumbo; stagione 7) inizialmente è un avvocato del tribunale delle cauzioni. Diventerà socia e amica di Alicia.

### Ruth Eastman
Ruth Eastman (interpretata da Margo Martindale; stagione 7) è la stratega politica di Peter Florrick durante la campagna elettorale per le presidenziali. Eli la disprezza perché l'ha sostituito per la direzione della campagna.